# 예우헤니 무라예우
예우헤니 볼로디미로비치 무라예우(우크라이나어: Євгеній Володимирович Мураєв; 1976년 12월 2일 출생)는 우크라이나의 정치인이자 미디어 소유자이다. 그는 현재 활동이 금지된 정당인 우리의 대표였다.
무라예우는 하르키우주 평의회 의원 (두 차례 소집)과 2012년부터 2019년까지 우크라이나 의회 의원을 역임했다 (VII 소집 및 VIII 소집). 2019년 우크라이나 총선에서 무라예우는 야권전선의 전국 명단을 이끌었지만, 이 정당은 의석을 얻지 못했다.
무라예우는 지역당과 야권전선의 전 구성원이었으며 생명을 위한 (자 지티아) 당의 정치 평의회 의장을 역임했다.
2022년 러시아의 우크라이나 침공 이후, 무라예우는 사라졌고 러시아에 있다는 소문이 돌았지만, 다른 소식통은 그가 오스트리아에 살고 있다고 주장했다. 영국 정부는 침공 이전에 무라예우가 모스크바 크렘린에 의해 새로운 정부 하에서 다음 우크라이나 대통령으로 선정되었다고 주장했다. 2025년 1월, 무라예우는 그가 중국에 살고 있다고 밝혔다.

## 전기

### 초기 생애 및 직업
무라예우는 1976년 12월 2일 소련의 우크라이나 SSR의 하르키우주 즈미우에서 태어났다. 무라예우의 아버지 볼로디미르 쿠즈미치(Volodymyr Kuzmych)는 건설 회사 Rapid CJSC의 총책임자였다. 그의 어머니 올하 올렉시브나(Olha Oleksiivna)는 하르키우 국립 대학교 화학과의 부교수였다.
1994년 무라예우는 하르키우 국립 대학교 경제학과에 입학하여 1999년에 졸업했다. 그는 우수한 성적으로 졸업했다. 그는 야로슬라우 무드리 국립 법률 대학교에서 두 번째 고등 교육을 마쳤고, 2014년에 졸업했다.
2000년부터 무라예우는 여러 회사에서 고위직을 역임했다. 그는 LLC "Anklav"(석유 제품 도매)의 이사직을 맡았다. 2001년부터 2007년까지 MKM-Khirkov LLC의 이사였으며, 2009년부터 2010년까지(그는 이사였다) Eastern Financial Group LLC의 이사였다.

### 정치 및 미디어 경력
2006년 우크라이나 지방선거에서 무라예우는 비체 당 소속으로 하르키우주 평의회에 선출되었다. 같은 선거에서 그는 같은 당 소속으로 하르키우 시의회에 당선되지 못했다.
2007년 우크라이나 총선에서 무라예우는 KUCHMA 선거 연합의 일원으로 의석을 얻는 데 실패했다. 당시 이 블록은 전국 득표율 0.10%만을 얻어 의회에 진출하지 못했다.
무라예우는 2010년 우크라이나 지방선거에서 지역당 소속으로 하르키우주 평의회에 재선되었다.
2010년, 무라예우는 대통령 빅토르 야누코비치에 의해 즈미우 라이온의 수장으로 임명되었다.
2012년 우크라이나 총선에서 그는 선거구 181에서 선출되었으며, 이 선거구는 즈미우에 위치해 있다. 그는 지역당 후보로 56.15%의 득표율로 해당 선거구에서 승리했다. 그는 대외 경제 관계 및 국경 간 협력 소위원회 위원장이었다. 당선 후 그는 즈미우 라이온의 수장직을 사임했다.
2019년 7월, 무라예우는 드미트리 고르돈에게 2014년 2월 유로마이단의 마지막 날에 도피하던 전 우크라이나 총리 미콜라 아자로우를 하르키우에서 벨고로드로 우크라이나 밖으로 데려갔다고 말했다.
2014년 우크라이나 총선에서 무라예우는 (동일한) 181 선거구에서 무소속 후보로 재선되었다. 2014년에 그는 48.95%의 득표율로 재선에 성공했다. 2015년부터 2016년까지 그는 야권전선 의원단의 일원이었다. 최고 라다에서 그는 세금 및 관세 정책 의회 위원회 위원이었다.
2018년 무라예우는 생명 (자 지티아) 당의 정치 평의회 의장이 되었다. 2018년 9월, 그는 자 지티아를 떠났고 (5일 후) 새로운 정당인 우리를 창당했다.
2019년 1월 10일, 무라예우의 당은 그를 2019년 우크라이나 대통령 선거의 후보로 선출했다. 2019년 3월 7일, 무라예우는 올렉산드르 빌쿨을 위해 선거에서 철수했다. 그는 또한 빌쿨의 당인 야권전선과 우리당이 곧 합병될 것이라고 발표했다. 2019년 우크라이나 총선에서 무라예우는 야권전선의 전국 명단을 이끌었지만 3.23%의 득표율을 얻어 5% 선거 장벽을 넘지 못하여 무라예우는 의회에 진출하지 못했다.
2014년, 무라예우는 하르키우 인터넷 채널 "로빈슨 TV", MIGnews 웹사이트 및 뉴스 채널 뉴스원의 소유주가 되었다. 그는 친러시아 TV 채널 NASH의 설립자이며, 그의 아버지 볼로디미르 무라예우가 소유했으며, 2018년 11월 7일 NASH는 뉴스원의 전 소유주의 리더십 하에 가을에 방영을 시작할 것이라고 발표했다. 뉴스원 TV 채널은 2021년 2월 볼로디미르 젤렌스키 대통령의 법령에 의해 금지되었다. 그 후, NASH는 2023년 6월 채널이 금지될 때까지 금지된 친러시아 TV 채널들의 자리를 차지했으며, 주로 같은 출연자와 비슷한 메시지를 특징으로 했다.
2022년 1월, 영국 정부는 러시아가 군사력을 통해 우크라이나 정부를 대체하고, 무라예우가 이끄는 친러시아 행정부를 세우려 한다고 비난했다. 리즈 트러스 영국 외무장관은 트위터에 영국이 "우크라이나에 친러시아 지도부를 설치하려는 크렘린의 음모를 용납하지 않을 것"이라고 썼다. 무라예우는 그러한 계획을 부인했다. 예우헤니 무라예우는 러시아의 제재를 받고 있기 때문에 그 성명을 거부했다. 러시아는 그 비난을 "허위 정보"로 일축했다. 러시아 외무부는 영국이 비난한 것이 "앵글로색슨족이 이끄는 NATO 국가들이 우크라이나 주변의 긴장을 고조시키고 있다는 증거"라고 말했다. 볼로디미르 페센코, 우크라이나 정치 분석가는 "무라예우는 모든 친러시아적 성향에도 불구하고, 특히 메드베드추크에 비해 모스크바 크렘린과 아주 가까운 인물은 아니다"라고 썼다.
2022년 2월, 우크라이나 국가안보방위위원회가 무라예우가 정기적으로 출연했던 TV 채널 NASH에 대한 제재를 도입했다고 발표했다. 이 채널은 폐쇄될 예정이었다. 2023년 6월 8일에 공식적으로 방송이 금지되었다.
2022년 2월 24일, 블라디미르 푸틴 러시아 대통령은 러시아가 돈바스에서 "특별 군사 작전"을 수행하고 있다고 발표했고; 곧이어 러시아는 우크라이나에 대한 대규모 침공을 시작했다. 2월 24일 무라예우는 페이스북에 "이 모든 해 동안 우리 정부는 전쟁에 살았고, 모든 정책을 전쟁 중심으로 구축했으며, 이제 전쟁은 우리 각자의 문 앞에 와 있습니다. 이것들은 모두가 풀어야 할 잘못되고 어리석은 결정의 결과입니다."라고 게시했다. 그는 이 게시물에서 러시아를 언급하지 않았다. 무라예우의 가장 최근 페이스북 게시물은 2022년 2월 25일이었다. 그의 행방(과 의견)은 그 후 알려지지 않았다. 우크라이나 인터넷 매체 오보즈레바텔은 2022년 4월 초 무라예우가 러시아 특수부대의 도움으로 러시아로 떠났다고 주장했다. 오보즈레바텔은 러시아 당국이 만약 러시아가 도시를 점령하거나 키이우가 점령된다면 무라예우를 하르키우의 가능한 "가우라이터" 또는 새로운 "우크라이나 대통령"으로 고려했다고 주장했다. 인터넷 신문 우크라인스카 프라우다의 소식통(법 집행 기관)은 (2022년 12월) 무라예우가 2022년 5월 우크라이나를 떠났다고 말했다. 2022년 9월, 우크라인스카 프라우다 기자들은 무라예우와 그의 가족이 빈에 살고 있으며 때때로 사업차 브라티슬라바를 방문한다고 밝혔다.
2022년 6월 14일, 제8행정항소법원은 무라예우의 당인 우리당을 금지시켰다. 당의 재산과 모든 지부는 국가에 이관되었다.
2025년 1월, 무라예우는 그와 그의 가족이 베이징, 중국에 살고 있음을 밝히는 인터뷰를 했다. 인터뷰에서 무라예우는 젤렌스키 대통령이 "어떤 상황에서도 전쟁을 끝내지 않을 것"이라고 주장하며, 러시아를 "우리는 단일 국가 내에서 수세기 동안의 역사를 가지고 있는" 국가라고 불렀다. 그는 현재 진행 중인 러시아의 우크라이나 침공을 "국가 간의 나쁜 관계"라고 불렀고, 우크라이나인과 러시아인이 "외국인이 아니다"라고 주장했다. 무라예우는 또한 "민스크 협정을 준수하지 않는 우크라이나"에 대해 불평했다.
무라예우의 자산은 2025년 1월 19일 우크라이나 대통령 볼로디미르 젤렌스키의 법령에 의해 동결되었고, 그는 우크라이나 국가 수여 상을 박탈당했다.

## 견해
무라예우는 2014년 2월 유로마이단 혁명을 서방이 지원한 쿠데타로 간주했다. 그는 러시아의 크림반도 합병이 세계적으로 인정받고 있으며, 그 합병이 우크라이나 정부에 유리하다고 주장했다.
러시아-우크라이나 전쟁이 시작되면서 무라예우는 이를 "내전"이라고 불렀고, 양측 모두 외국 국가의 지원을 받았다고 언급했다: 우크라이나는 미국으로부터, 분리주의자들은 러시아로부터 지원을 받았다. 무라예우는 그레이스톤과 블랙워터 같은 미국 민간 군사 기업들이 마리우폴 전투에 참여했다고 거짓으로 추측했다.
무라예우는 "NATO가 우크라이나를 기다리지 않는다"고 믿는다. 그는 우크라이나의 NATO 가입 문제는 국민투표로 결정되어야 한다고 믿는다.
무라예우는 우크라이나의 분권화와 지역의 권한 확대의 지지자이다.
무라예우는 우크라이나의 탈공산화에 반대하며, 우크라이나 내의 소련 상징물을 "역사적 문화적 기억"으로 보존하는 것을 옹호했다.
2018년 6월 7일 112 우크라이나 TV 채널과의 인터뷰에서 무라예우는 당시 러시아에 수감되어 있던 우크라이나 영화 감독 올레흐 센초우를 "방화와 폭발을 계획하던 사람"으로 묘사하며, 따라서 센초우는 "인구의 일부에게는 테러리스트"였다고 말했다. 이에 대한 반응으로 2018년 6월 우크라이나 검찰총장실은 당시 국회의원 무라예우를 반역죄와 범죄에 대한 허위 정보를 의도적으로 유포한 혐의로 형사 소송을 시작했다. 2018년 6월 13일 무라예우는 센초프에게 사과하는 영상을 공개했다. 그는 센초프에 대한 테러리즘 혐의가 정당한지 알지 못했으며, 센초프에 대한 개인적인 태도를 표명하지 않았다고도 진술했다. 무라예우는 자신의 발언이 "정부가 어떻게 작동하는지 보여주기 위한 것"이었다고 주장했다. 그리고 그는 나디아 사브첸코의 예를 들면서 "그들이 우상을 만들고 새로운 우크라이나 영웅을 만들려고 최선을 다했을 때, 그것은 북부 이웃과의 정치적 대결과 세계 공동체에 대한 압력의 도구로 사용되었다"고 말했다.

## 개인 생활
무라예우는 이혼했다 (2017년부터). 그는 세 명의 아들과 한 명의 딸이 있다.

## 내용주
1. ↑  2022년 1월, 미국 정보 기관은 빅토르 메드베드추크를 친러시아 꼭두각시 우크라이나 정부를 이끌 가능성이 있는 크렘린 지원 후보로 지명했으며, 2022년 2월, 미국 정보 기관은 올레흐 차료우를 친러시아 꼭두각시 우크라이나 정부를 이끌 또 다른 가능성이 있는 크렘린 지원 후보로 지명했다.[25]